# FK Mladi radnik Požarevac
FK Mladi radnik je srbijanski nogometni klub iz Požarevca. U sezoni 2009./10. natjecao se u Superligi Srbije, koju je završio na 16. (posljednjem) mjestu.
Klupske boje 1932. bile su crvena i bijela.

## Vanjske poveznice
- Službene stranice  Arhivirana inačica izvorne stranice od 19. rujna 2009. (Wayback Machine)